# Дігтен
Дігтен (нім. Diegten) — громада  в Швейцарії в кантоні Базель-Ланд, округ Вальденбург.

## Географія
Громада розташована на відстані близько 60 км на північний схід від Берна, 10 км на південний схід від Лісталя.
Дігтен має площу 9,6 км², з яких на 11,1% дозволяється будівництво (житлове та будівництво доріг), 49,2% використовуються в сільськогосподарських цілях, 39,6% зайнято лісами, 0% не є продуктивними (річки, льодовики або гори).

## Демографія
2019 року в громаді мешкало 1624 особи (+4,1% порівняно з 2010 роком), іноземців було 10,2%. Густота населення становила 168 осіб/км².
За віковим діапазоном населення розподілялося таким чином: 21,4% — особи молодші 20 років, 60,8% — особи у віці 20—64 років, 17,7% — особи у віці 65 років та старші. Було 662 помешкань (у середньому 2,4 особи в помешканні).
Із загальної кількості 384 працюючих 109 було зайнятих в первинному секторі, 102 — в обробній промисловості, 173 — в галузі послуг.